# فرناندو ريكسن (لاعب هولندي)
فرناندو يعقوب هوبرت هندريكا ريكسن (بالهولندية: Fernando Ricksen)‏ (27 تمّوز/يوليو 1976 - 18 سبتمبر/أيلول 2019) هو لاعب كرة قدم هولندي سابق؛ حيثُ كان يلعبُ في خط وسط وأحيانًا كظهيرٍ أيمن. عُرف فرناندو بفضلِ لعبه لسنوات طويلة رفقةَ رينجرز كما لعبَ 12 مباراة دولية لصالحِ منتخب بلاده.

## المسيرة الكرويّة

### رينجرز
انضمّ ريكسن إلى نادي رينجرز في عام 2000 قادمًا من الفريق الهولندي إي زد ألكمار مُقابل رسوم نقلٍ بلغت 3.75 مليون جنيه إسترليني. كانت بداية ريكسن مع الفريق الإسكتلندي صعبة نوعًا ما حيثُ لم يُشارك في مباريات عدّة ولعب كبديلٍ في أغلب المباريات التي شاركَ فيها كما كانَ شاهدًا على الهزيمة القاسية التي تعرّض لها فريقهُ بـ 6-2 أمامَ سلتيك. في تشرين الأول/نوفمبر 2000؛ تمّ توقيف ريكسن لخمسِ مباريات بعد تدخلٍ عنيفٍ جدًا على اللاعب دارين يونغ ما أثر على مسيرتهِ سلبًا معَ فريقه.
أثبت موسم 2003-2004 أنه موسم فاشلٌ بالنسبة لفريق رينجرز؛ معَ رحيل العديد من اللاعبين عنه لعلّ أبرزهم باري فيرغسون ولورنزو أموريسو ومع ذلك فقد أثبتَ ريكسن أنه لاعبٌ مهم في الفريق بعدما شاركَ معهُ في 42 مباراة على الرغمِ من معاناته من العديد من المشكلات المتعلقة بالإصابات وسوء السلوك. في تشرين الثاني/أكتوبر 2003؛ أقدمَ ريكسن على دفعِ رئيس نادي رينجرز جون ماكليلاند في حمّام سباحة قبل مباراةٍ للفريق ضد باناثينايكوس في مدينة أثينا وفي نفس الأسبوع حطّمَ ريكسن باب أحد الفنادق بعد قضائهِ ليلةً فيه. بعد كل هذهِ الأحداث؛ مَنع نادي رينجرز اللاعب ريكسن من التحدث إلى وسائل الإعلام أو الإدلاء بأيّ تصريحٍ لهم.
بحلول آذار/مارس 2004 حُظر ريكسن من جديد من قِبل اتحاد اسكتلندا لكرة القدم بعدما تعدّى على اللاعب ديريك ريوردان في المباراة أمام هيبرنيان فمُنعَ أربع مباريات فضلًا عن غرامة ماليّة قدرها 10000 جنيه إسترليني. في المُقابل؛ كان أبرز ما أحرزه ريكسن مع فريق رينجرز في موسم 2004-2005 هو حصوله على جائزة أفضل لاعب في الدوري بعد أن سجل تسعة أهداف في 40 مباراة وساعدَ فريقه في الفوزِ بالدوري والكأس على المستوى المحلّي. تغيّرت الأمور في موسم 2006-07 بعد قدوم المدرب بول لو جوين ولم يكن معروفًا ما إذا كان بول سيعتمدُ على ريكسن كلاعبٍ أساسيّ أم لا؛ وبمجرّد بداية الموسم تورّطَ ريكسن من جديد في حادثٍ كان فيه سكرانًا مما تسبّبَ في استبعادهِ من قِبل المدرب الذي وصف سلوكه بالقول: «لم يكن تصرفه مناسبًا بل غير مقبول.»

### زينيت سان بطرسبرج
انتقلَ ريكسن إلى زينيت سان بطرسبرغ على سبيل الإعارة لمدة موسمٍ واحد في 9 آب/أغسطس 2006. بعد أسبوعين؛ عادَ ريكسن إلى مدينة إبروكس من أجل خوصِ مباراة ودية بين رينجرز وزينيت وصاحَ الجمهور ضدّه بعد تدخله على اللاعب كريس بيرك ما تسبّب في إصابته. بعد أسابيع؛ بدأَ ريكسن في تثبيت مركزهِ ضمنَ الفريق إلى جانبِ لاعبين آخرين، وفي 28 نوفمبر 2006 أعلنَ زينيت سان بطرسبرج أنهُ اشترى ريكسن رسميًا من رينجرز. بحلول كانون الثاني/يناير 2009 ظهرت بوادر توحي برغبة فريق زينيت في بيعِ اللاعب وهذا ما حصل حيثُ غادر الفريق الروسي في 28 آب/أغسطس 2009 وكان سببُ المغادرة من جديد سلوكياته داخل المستطيل الأخضر وخارجه.

### سيتارد
بعد أن ظل بدون نادٍ لأكثر من عام؛ وافقَ ريكسن في 2 كانون الثاني/ديسمبر 2010 على الانضمام إلى فريق طفولته سيتارد الذي كان يخوضُ معركةً لتفادي الهبوط من دوري الدرجة الثاني الهولندي.

## الحياة الشخصية

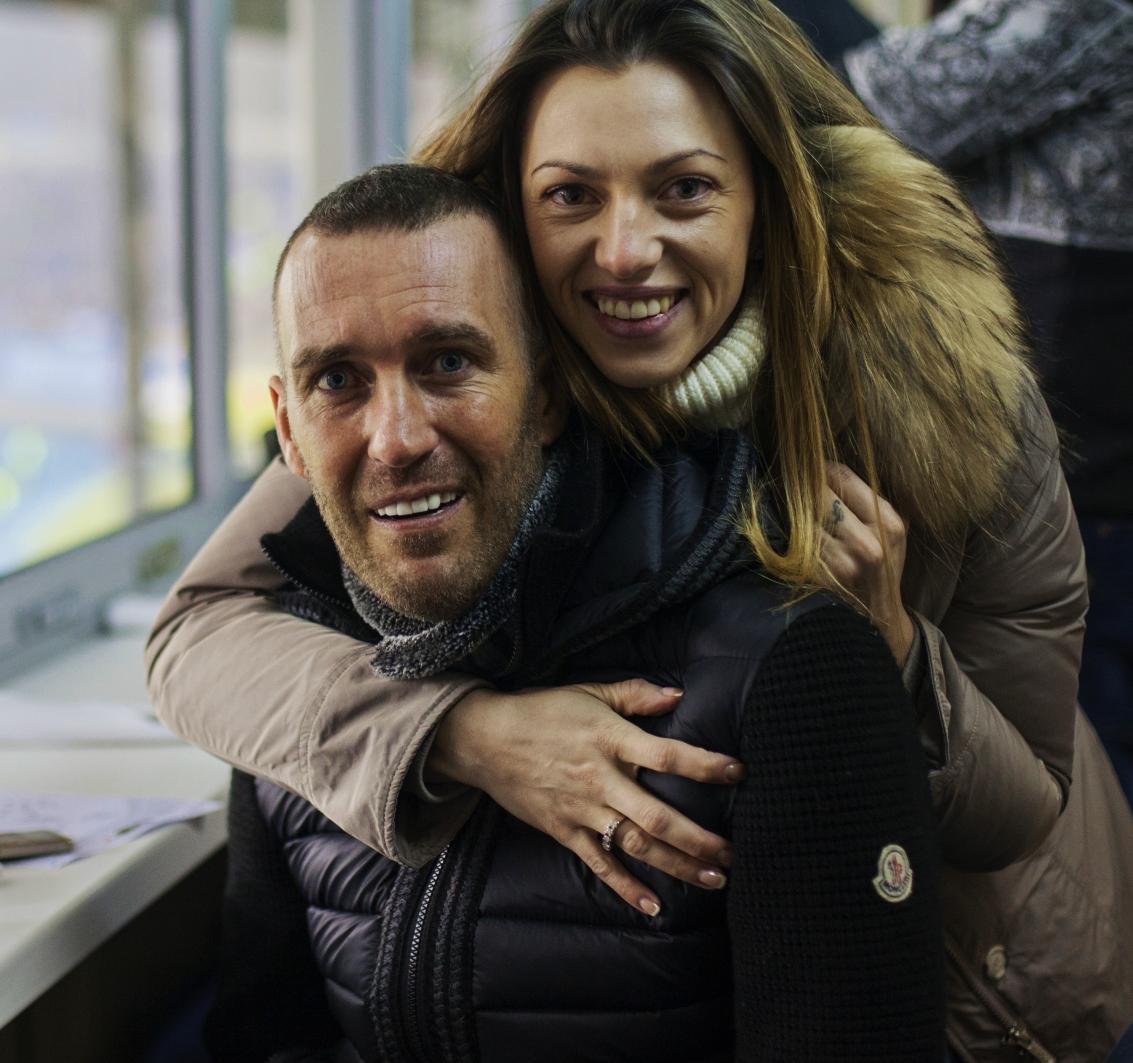
فرناندو ريكسن رفقة زوجته في مباراة في الدوري الأوروبي بين زينيت سان بطرسبرغ وايندهوفن في 26 شباط/فبراير 2015

في عيدِ ميلاده عام 2000؛ كان يقودُ ريكسن سيارته قبل أن يصطدمَ بعمود إنارة في الساعات الأولى من الصباح. رُفعت شكوى ضدّ اللاعب وكان موضوع بحثٍ لدى المدعي العام لكنّ الدوليّ الهولندي نفى بعض الاتهامات الموجهة له بما في ذلك القيادة تحت تأثير الكحول والإهمال فضلًا عن التهجم اللفظي على المواطنين وأفراد الشرطة. عُقدت جلسة محاكمتهِ في شباط/فبراير 2003 حيثُ وُجد أن ريكسن تجاوز الحد المسموح بهِ في الشراب فأُدين بتهمة القيادة في حالة سكر كما غُرّم بغرامة ماليّة قدرها 500 جنيه إسترليني وحُظر أيضًا من القيادة لمدة 12 شهرًا؛ بينما تمّت تبرئته من التهم الأخرى.
في تشرين الأول/أكتوبر 2003؛ غُرّم ريكسن من جديدٍ بـ 7000 جنيه إسترليني بعد اعتدائه على عددٍ من المواطنين وهو سكرانٌ في وقتٍ متأخر من الليل. أنكرَ يعقوب ريكسن التهم التي وُجّهت له بدايةً قبل أن يعترفَ فيما بعد بكلَ ما نُسب له هذا عدى عن الصراخ والشتم والتهديد والاعتداء على على الجار الذي قدّم الشكوى.
دخل ريكسن في تمّوز/يوليو 2006 عيادة سبورتنج تشانس للعلاج من إدمان الكحول ومن بعضِ المشاكل النفسيّة بما في ذلك سرعة الغضب. خلال الأشهر الستة المُقبلة؛ تلقّى ريكسن العلاج الذي وُصف له ونجحَ نسبيًا في التخلّص من عددٍ من المشاكل التي كانَ يُعاني منها.
ارتبطَ ريكسن بسيّدة روسية تُدعى فيرونيكا فأنجبت له ابنةً سمّاها إيزابيلا في عام 2011. بحلول 30 تشرين الأول/أكتوبر 2013؛ كُشفَ أن ريكسن مصابٌ بمرض عضال حيثُ تمّ تشخيصه بمرض التصلب الجانبي الضموري. واصلَ حياته بشكلٍ طبيعيّ حيثُ تزوّج من صديقتهِ الروسية في عام 2014 بالرغمِ من تدهور حالته الصحيّة أكثر فأكثر. جُسّدت قصة حياته في فيلمٍ وثائقيّ بُث على سكاي سبورت الأولى في 3 أيّار/مايو 2015 تحتَ عنوان فرناندو ريكسن: أوقاتٌ صعبة، وفيهِ كشفَ أيضًا أنّه كاثوليكي لكنه يرغبُ في أن يُصبح أرثوذكسي شرقي.

## الوفاة
توفيّ ريكسن في اسكتلندا في 18 سبتمبر/أيلول 2019 عن عمرٍ ناهزَ الـ 43 سنة.

## الألقاب
فورتونا سيتارد
- الدوري الهولندي لكرة القدم الدرجة الثانية : 1994-1995

إيه زيد ألكمار
- الدوري الهولندي الممتاز : 1997-1998

رينجرز
- الدوري الاسكتلندي الممتاز: 2002-2003، 2004-2005
- كأس اسكتلندا: 2001-2002، 2002-2003
- كأس السوبر: 2002، 2003، 2005

زينيت سانت بطرسبرغ
- الدوري الروسي الممتاز: 2007
- كأس السوبر الروسي: 2008
- الدوري الأوروبي : 2007-2008
- كأس السوبر الأوروبي : 2008

## روابط خارجية
- فرناندو ريكسن على موقع الاتحاد الأوربي (الإنجليزية)
- فرناندو ريكسن على موقع قاعدة بيانات كرة القدم.إي يو (الإنجليزية)
- فرناندو ريكسن على موقع بيانات كرة القدم. دي إي (الألمانية)
- فرناندو ريكسن على موقع ناشيونال فوتبول تيمز (الإنجليزية)
- فرناندو ريكسن على موقع Soccerbase.com (لاعب) (الإنجليزية)
- فرناندو ريكسن على موقع Soccerway.com (الإنجليزية)